# 括里
括里，又作瓜里，契丹族，金朝完颜亮末年起事领袖。
括里初为咸平府谋克。正隆六年（1161年），西北路招讨司译史撒八举事，山后四群牧起兵响应，括里率部自山后逃归，被咸平府少尹完颜余里野怀疑为参与起事，家属被捕，于是他真率二千人起事反今。攻下韩州（今吉林省梨树县偏脸城）及柳河县（今辽宁省昌图县八面城），占咸平（今辽宁省开原市老城镇），击败猛安绰质，队伍声势扩大，想要引兵北攻重镇济州（今吉林省农安县）。在信州（今吉林省公主岭市新集城）被金兵所败，率军南下，想要攻打东京（今辽宁省辽阳市），至常安县（今辽宁省沈阳市北懿路村），听说东京留守以十万兵前来，率众投附撒八。撒八被杀后，他在大定二年（1162年）随军攻临潢、泰州、韩州、懿州，击破川州、走花道，越袅岭、在陷泉被金军大败，入奚部，北赴沙陀，九月，因首领移剌窝斡被擒杀，率余众南下归附南宋。后助宋朝将领李世辅战金军，攻取宿州。